# گربه وحشی (فیلم ۱۹۱۷)
گربه وحشی (انگلیسی: The Wildcat) فیلمی در ژانر کمدی-درام است که در سال ۱۹۱۷ منتشر شد.